# 菊隐剧场
菊隐剧场，位於北京市东城区东四南大街143号，隶属於北京人民艺术剧院（简称“北京人艺”），以原北京人艺总导演焦菊隐的名字命名，也是中国内地首座以戏剧导演名字命名的剧场。

## 简介
2015年12月11日是戏剧家、北京人艺创始人之一焦菊隐诞辰110周年纪念日，当天菊隐剧场正式揭幕。剧场所在地在北京人艺历史上很重要。1966年文化大革命爆发后，焦菊隐、曹禺等北京人艺艺术家被安置在此。1974年夏，医生确诊焦菊隐患肺癌，最多可活两年。焦菊隐让女儿焦世宏预备了纸笔和一个大讲义夹，想在两年内整理出自己的戏剧收获，但仅六个月后焦菊隐便逝世。自2014年起，北京人艺用时一年多，将此处改造为专业演出场所，命名为“菊隐剧场”。剧场分为上下两层，风格和首都剧场一致，可容纳上百观众。
2015年9月起，北京人艺向社会征集非职业团体出演菊隐剧场开幕戏。菊隐剧场开幕当天，以“致敬与传承”为主题的开幕戏《茶馆》片段上演，此剧由北京2家大学、11家中小学、2家成人团体共280多人演出，演出从2015年12月11日至13日持续三天。
菊隐剧场不仅是座专业演出剧场，也有艺术交流、讲座等功能，和北京人艺已有的首都剧场、北京人艺实验剧场不同，菊隐剧场定位在戏剧教育普及和文化公益。